# Campionato mondiale di Formula 1 1952
Il campionato mondiale di Formula 1 1952 organizzato dalla FIA è stato, nella storia della categoria, il 3° ad assegnare il campionato piloti. È iniziato il 18 maggio ed è terminato il 7 settembre, dopo 8 gare. Il titolo mondiale piloti è stato vinto da Alberto Ascari. Il campionato però era assegnato su una serie di competizioni riservate alle vetture di Formula 2.

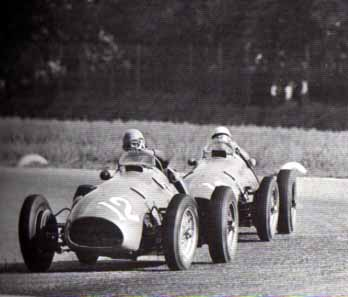
Alberto Ascari (con la vettura numero 12) vince il suo primo titolo mondiale.

## Sommario
Il campionato venne riservato, stante il ritiro della Alfa Romeo, e la mancanza di un numero adeguato di concorrenti, alle vetture di Formula 2. L'Alfa Romeo si era infatti ritirata dalle corse, lasciando la Ferrari come l'unica scuderia ufficiale a disporre di una Formula 1 competitiva. Per tale motivo il campionato venne riservato a vetture di Formula 2. In ogni caso tutte le gare europee sono state vinte dalla casa di Maranello. Ascari ha vinto tutti i sei Gran Premi ai quale ha partecipato, saltando il primo. Maserati e Gordini offrono piccole lotte, ma il pilota più sorprendente tra le case minori è Mike Hawthorn con la Cooper. Fangio, protagonista di un terribile incidente in una gara extra campionato, non prende parte al Mondiale.
I punti vengono dati ai primi 5 classificati (8, 6, 4, 3, 2). 1 punto è dato dal giro più veloce. Solo i migliori 4 risultati su 8 valgono per la classifica. I punti che si divide il GP in due piloti con la stessa vettura vengono distribuiti equamente. Nel 1952 tutte le gare sono state corse secondo il regolamento di Formula 2.

## Il calendario
| Gara | Nome ufficiale del Gran Premio | Circuito                      | Sede        | Data        | Ora Locale | Diretta TV |
| ---- | ------------------------------ | ----------------------------- | ----------- | ----------- | ---------- | ---------- |
| 1    | Swiss Grand Prix               | Circuito di Bremgarten        | Berna       | 18 maggio   | -          | -          |
| 2    | Indianapolis 500               | Indianapolis Motor Speedway   | Speedway    | 30 maggio   | -          | -          |
| 3    | Belgian Grand Prix             | Circuito di Spa-Francorchamps | Stavelot    | 22 giugno   | -          | -          |
| 4    | French Grand Prix              | Circuito di Rouen-Les Essarts | Orival      | 6 luglio    | -          | -          |
| 5    | British Grand Prix             | Circuito di Silverstone       | Silverstone | 19 luglio   | -          | -          |
| 6    | German Grand Prix              | Nürburgring                   | Nürburg     | 3 agosto    | -          | -          |
| 7    | Dutch Grand Prix               | Circuito di Zandvoort         | Zandvoort   | 17 agosto   | -          | -          |
| 8    | Gran Premio d'Italia           | Autodromo nazionale di Monza  | Monza       | 7 settembre | -          | -          |

## Riassunto della stagione
Con il ritiro delle Alfa Romeo e con l'incidente in una gara pre-mondiale a Fangio che non gli permette di partecipare, Alberto Ascari vince dominando il campionato del mondo. Salta la prima gara in Svizzera per prepararsi alla 500 miglia di Indianapolis, ma vince tutte le altre sei gare, ottenendo in 5 occasioni anche giro più veloce (uno a pari merito con il suo ex-compagno José Froilán González). Considerando i migliori quattro risultati, quelli validi per la classifica, Ascari ha fatto il massimo dei punti (36), 12 in più del secondo classificato, Nino Farina. Ascari diventa così per la prima volta campione del mondo, pur essendo venuto meno il confronto con Fangio. Durante la stagione è morto in un incidente Luigi Fagioli, tuttora il più vecchio vincitore di un Gran Premio in Formula 1. Inoltre, in questa stagione debuttò Mike Hawthorn, futuro campione del mondo.

## Piloti e scuderie
| Scuderia                         | Costruttore   | Vettura      | Motore                         | Gomme | Piloti                        | Gare         |
| -------------------------------- | ------------- | ------------ | ------------------------------ | ----- | ----------------------------- | ------------ |
| Alex von Falkenhausen Motorenbau | AFM           | AFM          | Küchen 2.0 V8                  | E     | Hans Stuck                    | 1            |
| Toni Ulmen                       | Veritas       | Meteor       | Veritas 2.0 L6                 | D     | Toni Ulmen                    | 1, 6         |
| Equipe Gordini                   | Gordini       | 16 16S 15    | Gordini 2.0 L6 Gordini 1.5 L4  | E     | Jean Behra                    | 1, 3-4, 6-8  |
| Equipe Gordini                   | Gordini       | 16 16S 15    | Gordini 2.0 L6 Gordini 1.5 L4  | E     | Robert Manzon                 | 1, 3-8       |
| Equipe Gordini                   | Gordini       | 16 16S 15    | Gordini 2.0 L6 Gordini 1.5 L4  | E     | Prince Bira                   | 1, 3-5       |
| Equipe Gordini                   | Gordini       | 16 16S 15    | Gordini 2.0 L6 Gordini 1.5 L4  | E     | Johnny Claes                  | 3            |
| Equipe Gordini                   | Gordini       | 16 16S 15    | Gordini 2.0 L6 Gordini 1.5 L4  | E     | Maurice Trintignant           | 4-8          |
| Ecurie Rosier                    | Ferrari       | 500          | Ferrari 2.0 L4                 | D     | Louis Rosier                  | 1, 3-5, 7-8  |
| Hersham & Walton Motors          | HWM           | 52 51/52     | Alta 2.0 L4                    | D     | George Abecassis              | 1            |
| Hersham & Walton Motors          | HWM           | 52 51/52     | Alta 2.0 L4                    | D     | Peter Collins                 | 1, 3-6, 8    |
| Hersham & Walton Motors          | HWM           | 52 51/52     | Alta 2.0 L4                    | D     | Lance Macklin                 | 1, 3-5, 7-8  |
| Hersham & Walton Motors          | HWM           | 52 51/52     | Alta 2.0 L4                    | D     | Stirling Moss                 | 1            |
| Hersham & Walton Motors          | HWM           | 52 51/52     | Alta 2.0 L4                    | D     | Paul Frère                    | 3, 6         |
| Hersham & Walton Motors          | HWM           | 52 51/52     | Alta 2.0 L4                    | D     | Roger Laurent                 | 3            |
| Hersham & Walton Motors          | HWM           | 52 51/52     | Alta 2.0 L4                    | D     | Yves Giraud-Cabantous         | 4            |
| Hersham & Walton Motors          | HWM           | 52 51/52     | Alta 2.0 L4                    | D     | Duncan Hamilton               | 5, 7         |
| Hersham & Walton Motors          | HWM           | 52 51/52     | Alta 2.0 L4                    | D     | Johnny Claes                  | 6            |
| Hersham & Walton Motors          | HWM           | 52 51/52     | Alta 2.0 L4                    | D     | Dries van der Lof             | 7            |
| Scuderia Franera                 | Frazer-Nash   | FN48         | Bristol 2.0 L6                 | D     | Ken Wharton                   | 1, 3, 5, 7-8 |
| Ecurie Richmond                  | Cooper        | T20          | Bristol 2.0 L6                 | D     | Eric Brandon                  | 1, 3, 5, 8   |
| Ecurie Richmond                  | Cooper        | T20          | Bristol 2.0 L6                 | D     | Alan Brown                    | 1, 3, 5, 8   |
| Scuderia Ferrari                 | Ferrari       | 500 375 Indy | Ferrari 2.0 L4 Ferrari 4.5 V12 | P     | Nino Farina                   | 1, 3-8       |
| Scuderia Ferrari                 | Ferrari       | 500 375 Indy | Ferrari 2.0 L4 Ferrari 4.5 V12 | P     | Piero Taruffi                 | 1, 3-6, 8    |
| Scuderia Ferrari                 | Ferrari       | 500 375 Indy | Ferrari 2.0 L4 Ferrari 4.5 V12 | P     | André Simon                   | 1, 8         |
| Scuderia Ferrari                 | Ferrari       | 500 375 Indy | Ferrari 2.0 L4 Ferrari 4.5 V12 | P     | Alberto Ascari                | 2-8          |
| Scuderia Ferrari                 | Ferrari       | 500 375 Indy | Ferrari 2.0 L4 Ferrari 4.5 V12 | P     | Luigi Villoresi               | 4, 7-8       |
| Officine Alfieri Maserati        | Maserati      | A6GCM        | Maserati 2.0 L6                | P     | Juan Manuel Fangio            | 1            |
| Officine Alfieri Maserati        | Maserati      | A6GCM        | Maserati 2.0 L6                | P     | José Froilán González         | 1, 8         |
| Officine Alfieri Maserati        | Maserati      | A6GCM        | Maserati 2.0 L6                | P     | Felice Bonetto                | 8            |
| Officine Alfieri Maserati        | Maserati      | A6GCM        | Maserati 2.0 L6                | P     | Franco Rol                    | 8            |
| Enrico Platé                     | Maserati      | 4CLT/48      | Maserati-Platé 2.0 L4          | P     | Toulo de Graffenried          | 1, 4-5, 8    |
| Enrico Platé                     | Maserati      | 4CLT/48      | Maserati-Platé 2.0 L4          | P     | Harry Schell                  | 1, 4-5       |
| Enrico Platé                     | Maserati      | 4CLT/48      | Maserati-Platé 2.0 L4          | P     | Alberto Crespo                | 8            |
| Ecurie Espadon                   | Ferrari       | 500 212      | Ferrari 2.0 L4 Ferrari 2.0 V12 | P     | Rudi Fischer                  | 1, 4-6, 8    |
| Ecurie Espadon                   | Ferrari       | 500 212      | Ferrari 2.0 L4 Ferrari 2.0 V12 | P     | Peter Hirt                    | 1, 4-5       |
| Ecurie Espadon                   | Ferrari       | 500 212      | Ferrari 2.0 L4 Ferrari 2.0 V12 | P     | Rudolf Schoeller              | 6            |
| Ecurie Espadon                   | Ferrari       | 500 212      | Ferrari 2.0 L4 Ferrari 2.0 V12 | P     | Hans Stuck                    | 8            |
| Alfred Dattner                   | Simca-Gordini | 11           | Gordini 1.5 L4                 | E     | Max de Terra                  | 1            |
| Alfred Dattner                   | Simca-Gordini | 11           | Gordini 1.5 L4                 | E     | Alfred Dattner                | 1            |
| LD Hawthorn                      | Cooper        | T20          | Bristol 2.0 L6                 | D     | Mike Hawthorn                 | 3, 5, 7-8    |
| English Racing Automobiles       | ERA           | G            | Bristol 2.0 L6                 | D     | Stirling Moss                 | 3, 5, 7      |
| Ecurie Francorchamps             | Ferrari       | 500          | Ferrari 2.0 L4                 | E     | Charles de Tornaco            | 3, 7-8       |
| Ecurie Francorchamps             | Ferrari       | 500          | Ferrari 2.0 L4                 | E     | Roger Laurent                 | 6            |
| Arthur Legat                     | Veritas       | Meteor       | Veritas 2.0 L6                 | E     | Arthur Legat                  | 3            |
| WS Aston                         | Aston         | NB41         | Butterworth 2.0 F4             | D     | Robin Montgomerie-Charrington | 3            |
| WS Aston                         | Aston         | NB41         | Butterworth 2.0 F4             | D     | Bill Aston                    | 5-6, 8       |
| Tony Gaze                        | HWM           | 52           | Alta 2.0 L4                    | D     | Tony Gaze                     | 3, 5-6, 8    |
| Robert O'Brien                   | Simca-Gordini | 15           | Gordini 1.5 L4                 | E     | Robert O'Brien                | 3            |
| Peter Whitehead                  | Ferrari       | 125 F1       | Ferrari 2.0 V12                | D     | Peter Whitehead               | 5, 8 4       |
| Peter Whitehead                  | Alta          | F2           | Alta 2.0 L4                    | D     | Peter Whitehead               | 5, 8 4       |
| Peter Whitehead                  | Alta          | F2           | Alta 2.0 L4                    | D     | Graham Whitehead              | 5            |
| Scuderia Bandeirantes            | Maserati      | A6GCM        | Maserati 2.0 L6                | P     | Philippe Étancelin            | 4            |
| Scuderia Bandeirantes            | Maserati      | A6GCM        | Maserati 2.0 L6                | P     | Eitel Cantoni                 | 4-8          |
| Scuderia Bandeirantes            | Maserati      | A6GCM        | Maserati 2.0 L6                | P     | Chico Landi                   | 4, 7-8       |
| Scuderia Bandeirantes            | Maserati      | A6GCM        | Maserati 2.0 L6                | P     | Gino Bianco                   | 5-8          |
| Scuderia Bandeirantes            | Maserati      | A6GCM        | Maserati 2.0 L6                | P     | Jan Flinterman                | 7            |
| Ecurie Belge                     | Simca-Gordini | 15           | Gordini 1.5 L4                 | E     | Johnny Claes                  | 4-5, 7-8     |
| Ecurie Belge                     | Simca-Gordini | 15           | Gordini 1.5 L4                 | E     | Paul Frère                    | 7            |
| Scuderia Marzotto                | Ferrari       | 166 F2       | Ferrari 2.0 V12                | P     | Franco Comotti                | 4            |
| Scuderia Marzotto                | Ferrari       | 166 F2       | Ferrari 2.0 V12                | P     | Piero Carini                  | 4, 6         |
| AHM Bryde                        | Cooper        | T20          | Bristol 2.0 L6                 | D     | Mike Hawthorn                 | 4            |
| AHM Bryde                        | Cooper        | T20          | Bristol 2.0 L6                 | D     | Reg Parnell                   | 5            |
| Connaught Engineering            | Connaught     | A            | Lea Francis 2.0 L4             | D     | Kenneth McAlpine              | 5, 8         |
| Connaught Engineering            | Connaught     | A            | Lea Francis 2.0 L4             | D     | Ken Downing                   | 5            |
| Connaught Engineering            | Connaught     | A            | Lea Francis 2.0 L4             | D     | Eric Thompson                 | 5            |
| Connaught Engineering            | Connaught     | A            | Lea Francis 2.0 L4             | D     | Dennis Poore                  | 5, 8         |
| Connaught Engineering            | Connaught     | A            | Lea Francis 2.0 L4             | D     | Stirling Moss                 | 8            |
| Ecurie Ecosse                    | Cooper        | T20          | Bristol 2.0 L6                 | D     | David Murray                  | 5            |
| Ecurie Ecosse                    | Cooper        | T20          | Bristol 2.0 L6                 | D     | Ken Wharton                   |              |
| G Caprara                        | Ferrari       | 500          | Ferrari 2.0 L4                 | D     | Roy Salvadori                 | 5            |
| Tony Crook                       | Frazer-Nash   | 421          | BMW 2.0 L6                     | D     | Tony Crook                    | 5            |
| Marcel Balsa                     | BMW           | Special      | BMW 2.0 L6                     | ?     | Marcel Balsa                  | 6            |
| Fritz Riess                      | Veritas       | RS           | Veritas 2.0 L6                 | ?     | Fritz Riess                   | 6            |
| Theo Helfrich                    | Veritas       | RS           | Veritas 2.0 L6                 | ?     | Theo Helfrich                 | 6            |
| Willi Heeks                      | AFM           | 8            | BMW 2.0 L6                     | ?     | Willi Heeks                   | 6            |
| Helmut Niedermayr                | AFM           | 6            | BMW 2.0 L6                     | ?     | Helmut Niedermayr             | 6            |
| Adolf Brudes                     | Veritas       | RS           | Veritas 2.0 L6                 | ?     | Adolf Brudes                  | 6            |
| Motor-Presse-Verlag              | Veritas       | Meteor       | Veritas 2.0 L6                 | ?     | Paul Pietsch                  | 6            |
| Hans Klenk                       | Veritas       | Meteor       | Veritas 2.0 L6                 | ?     | Hans Klenk                    | 6            |
| Josef Peters                     | Veritas       | RS           | Veritas 2.0 L6                 | ?     | Josef Peters                  | 6            |
| Karl-Günther Bechem              | BMW           | Eigenbau     | BMW 2.0 L6                     | ?     | Karl-Günther Bechem           | 6            |
| Ludwig Fischer                   | AFM           | 8            | BMW 2.0 L6                     | ?     | Ludwig Fischer                | 6            |
| Willi Krakau                     | AFM           | 6            | BMW 2.0 L6                     | ?     | Willi Krakau                  | 6            |
| Harry Merkel                     | BMW           | Eigenbau     | BMW 2.0 L6                     | ?     | Harry Merkel                  | 6            |
| Ernst Klodwig                    | BMW           | Heck         | BMW 2.0 L6                     | ?     | Ernst Klodwig                 | 6            |
| Rudolf Karl Krause               | BMW           | Greifzu      | BMW 2.0 L6                     | ?     | Rudolf Karl Krause            | 6            |
| Ken Downing                      | Connaught     | A            | Lea Francis 2.0 L4             | D     | Ken Downing                   | 7            |
| Élie Bayol                       | OSCA          | 20           | OSCA 2.0 L6                    | P     | Élie Bayol                    | 8            |
| Piero Dusio                      | Cisitalia     | D46          | BPM 2.0 L4                     | P     | Piero Dusio                   | 8            |

## Risultati

### Gare del Campionato Mondiale
| Nº | Gran Premio                  | Circuito          | Pole position   | Giro veloce                          | Vincitore      | Costruttore       | Resoconto |
| -- | ---------------------------- | ----------------- | --------------- | ------------------------------------ | -------------- | ----------------- | --------- |
| 1  | Gran Premio di Svizzera      | Bremgarten        | Nino Farina     | Piero Taruffi                        | Piero Taruffi  | Ferrari           | Resoconto |
| 2  | 500 Miglia di Indianapolis   | Indianapolis      | Fred Agabashian | Bill Vukovich                        | Troy Ruttman   | Kuzma-Offenhauser | Resoconto |
| 3  | Gran Premio del Belgio       | Spa-Francorchamps | Alberto Ascari  | Alberto Ascari                       | Alberto Ascari | Ferrari           | Resoconto |
| 4  | Gran Premio di Francia       | Rouen             | Alberto Ascari  | Alberto Ascari                       | Alberto Ascari | Ferrari           | Resoconto |
| 5  | Gran Premio di Gran Bretagna | Silverstone       | Nino Farina     | Alberto Ascari                       | Alberto Ascari | Ferrari           | Resoconto |
| 6  | Gran Premio di Germania      | Nürburgring       | Alberto Ascari  | Alberto Ascari                       | Alberto Ascari | Ferrari           | Resoconto |
| 7  | Gran Premio d'Olanda         | Zandvoort         | Alberto Ascari  | Alberto Ascari                       | Alberto Ascari | Ferrari           | Resoconto |
| 8  | Gran Premio d'Italia         | Monza             | Alberto Ascari  | Alberto Ascari José Froilán González | Alberto Ascari | Ferrari           | Resoconto |

### Gare non valide per il Campionato Mondiale
Nel 1952 si disputarono altre gare di Formula 1 e Formula 2 non valide per il campionato piloti, oltre che ad alcune di Formula Libre.
| Nome ufficiale                             | Circuito            | Data         | Formula       | Pilota vincitore           | Costruttore         | Resoconto |
| ------------------------------------------ | ------------------- | ------------ | ------------- | -------------------------- | ------------------- | --------- |
| XI Grande Prêmio Cidade do Rio de Janeiro  | Gávea               | 20 gennaio   | Formula Libre | José Froilán González      | Ferrari             | Resoconto |
| II Gran Premio di Siracusa                 | Siracusa            | 16 marzo     | Formula 2     | Alberto Ascari             | Ferrari             | Resoconto |
| VI Gran Premio del Valentino               | Parco del Valentino | 6 Aprile     | Formula 1     | Luigi Villoresi            | Ferrari             | Resoconto |
| IV Richmond Trophy                         | Goodwood            | 14 Aprile    | Formula 1     | José Froilán González      | Ferrari             | Resoconto |
| IV Lavant Cup                              | Goodwood            | 14 Aprile    | Formula 2     | Mike Hawthorn              | Cooper-Bristol      | Resoconto |
| XIII Grand Prix de Pau                     | Pau                 | 14 Aprile    | Formula 2     | Alberto Ascari             | Ferrari             | Resoconto |
| I Ibsley Grand Prix                        | Ibsley              | 19 Aprile    | Formula 2     | Mike Hawthorn              | Cooper-Bristol      | Resoconto |
| X Grand Prix de Marseille                  | Marsiglia           | 27 Aprile    | Formula 2     | Alberto Ascari             | Ferrari             | Resoconto |
| I Aston Martin Owners Club Formula 2 Race  | Snetterton          | 3 maggio     | Formula 2     | Dickie Stoop               | Frazer Nash-Bristol | Resoconto |
| IV BRDC International Trophy               | Silverstone         | 10 maggio    | Formula 2     | Lance Macklin              | HWM-Alta            | Resoconto |
| XIV Eläintarhanajot                        | Eläintarharata      | 11 maggio    | Formula 1     | Roger Laurent              | Talbot-Lago         | Resoconto |
| V Gran Premio di Napoli                    | Posillipo           | 11 maggio    | Formula 2     | Nino Farina                | Ferrari             | Resoconto |
| XVI Internationales ADAC Eifelrennen       | Nürburgring         | 25 maggio    | Formula 2     | Rudi Fischer               | Ferrari             | Resoconto |
| VI Grand Prix de Paris                     | Montlhéry           | 25 maggio    | Formula 2     | Piero Taruffi              | Ferrari             | Resoconto |
| XIV Grand Prix de l'Albigeois              | Albi (Les Planques) | 1 giugno     | Formula 1     | Louis Rosier               | Ferrari             | Resoconto |
| XXII Grand Prix des Frontières             | Chimay              | 1 giugno     | Formula 2     | Paul Frère                 | HWM-Alta            | Resoconto |
| VI Ulster Trophy                           | Dundrod             | 7 giugno     | Formula 1     | Piero Taruffi              | Ferrari             | Resoconto |
| V Gran Premio dell'Autodromo di Monza      | Monza               | 8 giugno     | Formula 2     | Nino Farina                | Ferrari             | Resoconto |
| IV Aix les Bains Circuit du Lac            | Aix-les-Bains       | 8 giugno     | Formula 2     | Jean Behra                 | Gordini             | Resoconto |
| I West Essex CC Race                       | Boreham             | 21 giugno    | Formula 2     | Reg Parnell                | Cooper-Bristol      | Resoconto |
| XVI Grand Prix de la Marne                 | Reims               | 29 giugno    | Formula 2     | Jean Behra                 | Gordini             | Resoconto |
| II Grand Prix de Sables d'Olonne           | Sables              | 13 luglio    | Formula 2     | Luigi Villoresi            | Ferrari             | Resoconto |
| I Grand Prix de Caen                       | Caen                | 27 luglio    | Formula 2     | Maurice Trintignant        | Gordini             | Resoconto |
| II Daily Mail Trophy                       | Boreham             | 2 agosto     | Formula 2     | Luigi Villoresi            | Ferrari             | Resoconto |
| XVI Grand Prix de Comminges                | Comminges           | 10 agosto    | Formula 2     | André Simon Alberto Ascari | Ferrari             | Resoconto |
| I National Trophy                          | Turnberry           | 23 agosto    | Formula 2     | Mike Hawthorn              | Connaught           | Resoconto |
| XI Grand Prix de la Baule                  | La Baule            | 24 agosto    | Formula 2     | Alberto Ascari             | Ferrari             | Resoconto |
| III Gran Premio di Modena                  | Modena              | 14 settembre | Formula 2     | Luigi Villoresi            | Ferrari             | Resoconto |
| IV Circuit de Cadours                      | Cadours             | 14 settembre | Formula 2     | Louis Rosier               | Ferrari             | Resoconto |
| II Skarpnäcksloppet                        | Skarpnäck           | 14 settembre | Formula 1     | Gunnar Carlsson            | Mercury             | Resoconto |
| V Madgwick Cup                             | Goodwood            | 27 settembre | Formula 2     | Ken Downing                | Connaught           | Resoconto |
| VIII Internationales Avusrennen            | AVUS                | 28 settembre | Formula 2     | Rudi Fischer               | Ferrari             | Resoconto |
| I Joe Fry Memorial Trophy                  | Castle Combe        | 4 ottobre    | Formula 2     | Roy Salvadori              | Ferrari             | Resoconto |
| I Newcastle Journal Trophy                 | Charterhall         | 11 ottobre   | Formula 2     | Dennis Poore               | Connaught           | Resoconto |
| XII Grande Prêmio Cidade do Rio de Janeiro | Gávea               | 14 dicembre  | Formula Libre | Henrique Casini            | Ferrari             | Resoconto |

## Classifica
Il sistema di punteggio prevedeva l'attribuzione ai primi cinque classificati rispettivamente di 8, 6, 4, 3 e 2 punti. Un punto aggiuntivo veniva assegnato al detentore del giro più veloce; questo punto veniva diviso equamente tra i piloti detentori del medesimo giro veloce. Per la classifica finale valevano i migliori quattro risultati; nella colonna Punti sono indicati i punti effettivamente validi per il campionato, tra parentesi i punti totali conquistati.

### Classifica piloti
| Pos. | Pilota                        |     |     |     |     |     |     |     |     | Punti     |
| ---- | ----------------------------- | --- | --- | --- | --- | --- | --- | --- | --- | --------- |
| 1    | Alberto Ascari                |     | Rit | 1   | 1   | 1   | 1   | 1   | 1   | 36 (53,5) |
| 2    | Nino Farina                   | Rit |     | 2   | 2   | 6   | 2   | 2   | 4   | 24 (27)   |
| 3    | Piero Taruffi                 | 1   |     | Rit | 3   | 2   | 4   |     | 7   | 22        |
| 4    | Rudi Fischer                  | 2   |     |     | 11  | 13  | 3   |     | Rit | 10        |
| =    | Mike Hawthorn                 |     |     | 4   | Rit | 3   |     | 4   | NC  | 10        |
| 6    | Robert Manzon                 | Rit |     | 3   | 4   | Rit | Rit | 5   | 14  | 9         |
| 7    | Troy Ruttman                  |     | 1   |     |     |     |     |     |     | 8         |
| =    | Luigi Villoresi               |     |     |     |     |     |     | 3   | 3   | 8         |
| 9    | José Froilán González         |     |     |     |     |     |     |     | 2   | 6,5       |
| 10   | Jim Rathmann                  |     | 2   |     |     |     |     |     |     | 6         |
| =    | Jean Behra                    | 3   |     | Rit | 7   |     | 5   | Rit | Rit | 6         |
| 12   | Sam Hanks                     |     | 3   |     |     |     |     |     |     | 4         |
| 13   | Ken Wharton                   | 4   |     | Rit |     |     |     | Rit | 9   | 3         |
| =    | Dennis Poore                  |     |     |     |     | 4   |     |     | 12  | 3         |
| =    | Duane Carter                  |     | 4   |     |     |     |     |     |     | 3         |
| 16   | Alan Brown                    | 5   |     | 6   |     | 22  |     |     | 15  | 2         |
| =    | Maurice Trintignant           |     |     |     | 5   | Rit | Rit | 6   | Rit | 2         |
| =    | Art Cross                     |     | 5   |     |     |     |     |     |     | 2         |
| =    | Paul Frère                    |     |     | 5   |     |     | Rit | Rit |     | 2         |
| =    | Eric Thompson                 |     |     |     |     | 5   |     |     |     | 2         |
| =    | Felice Bonetto                |     |     |     |     |     | SQ  |     | 5   | 2         |
| 22   | Bill Vukovich                 |     | 17  |     |     |     |     |     |     | 1         |
| –    | Roger Laurent                 |     |     | 12  |     |     | 6   |     |     | 0         |
| –    | Toulo de Graffenried          | 6   |     |     | Rit | 19  |     |     | NQ  | 0         |
| –    | Peter Collins                 | Rit |     | Rit | 6   | Rit |     |     | NQ  | 0         |
| –    | André Simon                   | Rit |     |     |     |     |     |     | 6   | 0         |
| –    | Jimmy Bryan                   |     | 6   |     |     |     |     |     |     | 0         |
| –    | Peter Hirt                    | 7   |     |     | 11  | Rit |     |     |     | 0         |
| –    | Charles de Tornaco            |     |     | 7   |     |     |     | Rit | NQ  | 0         |
| –    | Duncan Hamilton               |     |     |     |     | Rit |     | 7   |     | 0         |
| –    | Jimmy Reece                   |     | 7   |     |     |     |     |     |     | 0         |
| –    | Reg Parnell                   |     |     |     |     | 7   |     |     |     | 0         |
| –    | Fritz Riess                   |     |     |     |     |     | 7   |     |     | 0         |
| –    | Lance Macklin                 | Rit |     | 11  | 9   | 15  |     | 8   | NQ  | 0         |
| –    | Eric Brandon                  | 8   |     | 9   |     | 20  |     |     | 13  | 0         |
| –    | Chico Landi                   |     |     |     |     |     |     | 9   | 8   | 0         |
| –    | Johnny Claes                  |     |     | 8   | Rit | 14  | 10  |     | NQ  | 0         |
| –    | Toni Ulmen                    | Rit |     |     |     |     | 8   |     |     | 0         |
| –    | George Connor                 |     | 8   |     |     |     |     |     |     | 0         |
| –    | Philippe Étancelin            |     |     |     | 8   |     |     |     |     | 0         |
| –    | Roy Salvadori                 |     |     |     |     | 8   |     |     |     | 0         |
| –    | Ken Downing                   |     |     |     |     | 9   |     | Rit |     | 0         |
| –    | Cliff Griffith                |     | 9   |     |     |     |     |     |     | 0         |
| –    | Helmut Niedermayr             |     |     |     |     |     | 9   |     |     | 0         |
| –    | Jan Flinterman                |     |     |     |     |     |     | 9   |     | 0         |
| –    | Prince Bira                   | Rit |     | 10  | Rit | 11  |     |     |     | 0         |
| –    | Louis Rosier                  | Rit |     | Rit | Rit |     |     |     | 10  | 0         |
| –    | Peter Whitehead               |     |     |     | Rit | 10  |     |     | NQ  | 0         |
| –    | Johnnie Parsons               |     | 10  |     |     |     |     |     |     | 0         |
| –    | Yves Giraud-Cabantous         |     |     |     | 10  |     |     |     |     | 0         |
| –    | Eitel Cantoni                 |     |     |     |     | Rit | Rit |     | 11  | 0         |
| –    | Jack McGrath                  |     | 11  |     |     |     |     |     |     | 0         |
| –    | Hans Klenk                    |     |     |     |     |     | 11  |     |     | 0         |
| –    | Jim Rigsby                    |     | 12  |     |     |     |     |     |     | 0         |
| –    | Franco Comotti                |     |     |     | 12  |     |     |     |     | 0         |
| –    | Graham Whitehead              |     |     |     |     | 12  |     |     |     | 0         |
| –    | Ernst Klodwig                 |     |     |     |     |     | 12  |     |     | 0         |
| –    | Joe James                     |     | 13  |     |     |     |     |     |     | 0         |
| –    | Arthur Legat                  |     |     | 13  |     |     |     |     |     | 0         |
| –    | Bill Schindler                |     | 14  |     |     |     |     |     |     | 0         |
| –    | Robert O'Brien                |     |     | 14  |     |     |     |     |     | 0         |
| –    | Tony Gaze                     |     |     | 15  |     | Rit | Rit |     | NQ  | 0         |
| –    | George Fonder                 |     | 15  |     |     |     |     |     |     | 0         |
| –    | Kenneth McAlpine              |     |     |     |     | 16  |     |     | Rit | 0         |
| –    | Eddie Johnson                 |     | 16  |     |     |     |     |     |     | 0         |
| –    | Harry Schell                  | Rit |     |     | Rit | 17  |     |     |     | 0         |
| –    | Gino Bianco                   |     |     |     |     | 18  | Rit | Rit | Rit | 0         |
| –    | Chuck Stevenson               |     | 18  |     |     |     |     |     |     | 0         |
| –    | Henry Banks                   |     | 19  |     |     |     |     |     |     | 0         |
| –    | Manny Ayulo                   |     | 20  |     |     |     |     |     |     | 0         |
| –    | Johnny McDowell               |     | 21  |     |     |     |     |     |     | 0         |
| –    | Tony Crook                    |     |     |     |     | 21  |     |     |     | 0         |
| –    | Dries van der Lof             |     |     |     |     |     |     | NC  |     | 0         |
| –    | Stirling Moss                 | Rit |     | Rit |     | Rit |     | Rit | Rit | 0         |
| –    | Piero Carini                  |     |     |     | Rit |     | Rit |     |     | 0         |
| –    | Bill Aston                    |     |     |     |     | NP  | Rit |     | NQ  | 0         |
| –    | Hans Stuck                    | Rit |     |     |     |     |     |     | NQ  | 0         |
| –    | George Abecassis              | Rit |     |     |     |     |     |     |     | 0         |
| –    | Max de Terra                  | Rit |     |     |     |     |     |     |     | 0         |
| –    | Travis Webb                   |     | Rit |     |     |     |     |     |     | 0         |
| –    | Rodger Ward                   |     | Rit |     |     |     |     |     |     | 0         |
| –    | Tony Bettenhausen             |     | Rit |     |     |     |     |     |     | 0         |
| –    | Duke Nalon                    |     | Rit |     |     |     |     |     |     | 0         |
| –    | Bob Sweikert                  |     | Rit |     |     |     |     |     |     | 0         |
| –    | Fred Agabashian               |     | Rit |     |     |     |     |     |     | 0         |
| –    | Gene Hartley                  |     | Rit |     |     |     |     |     |     | 0         |
| –    | Bob Scott                     |     | Rit |     |     |     |     |     |     | 0         |
| –    | Chet Miller                   |     | Rit |     |     |     |     |     |     | 0         |
| –    | Bobby Ball                    |     | Rit |     |     |     |     |     |     | 0         |
| –    | Andy Linden                   |     | Rit |     |     |     |     |     |     | 0         |
| –    | Robin Montgomerie-Charrington |     |     | Rit |     |     |     |     |     | 0         |
| –    | David Murray                  |     |     |     |     | Rit |     |     |     | 0         |
| –    | Willi Heeks                   |     |     |     |     |     | Rit |     |     | 0         |
| –    | Marcel Balsa                  |     |     |     |     |     | Rit |     |     | 0         |
| –    | Adolf Brudes                  |     |     |     |     |     | Rit |     |     | 0         |
| –    | Bernd Nacke                   |     |     |     |     |     | Rit |     |     | 0         |
| –    | Rudolf Karl Krause            |     |     |     |     |     | Rit |     |     | 0         |
| –    | Karl-Günther Bechem           |     |     |     |     |     | Rit |     |     | 0         |
| –    | Rudolf Schoeller              |     |     |     |     |     | Rit |     |     | 0         |
| –    | Paul Pietsch                  |     |     |     |     |     | Rit |     |     | 0         |
| –    | Theo Helfrich                 |     |     |     |     |     | Rit |     |     | 0         |
| –    | Josef Peters                  |     |     |     |     |     | Rit |     |     | 0         |
| –    | Franco Rol                    |     |     |     |     |     |     |     | Rit | 0         |
| –    | Elie Bayol                    |     |     |     |     |     |     |     | Rit | 0         |
| –    | Alberto Crespo                |     |     |     |     |     |     |     | NQ  | 0         |
| –    | Piero Dusio                   |     |     |     |     |     |     |     | NQ  | 0         |
| Pos. | Pilota                        |     |     |     |     |     |     |     |     | Punti     |

| Legenda | 1º posto     | 2º posto | 3º posto    | A punti         | Senza punti/Non class.  | Grassetto – Pole position Corsivo – Giro più veloce |
| Legenda | Squalificato | Ritirato | Non partito | Non qualificato | Solo prove/Terzo pilota | Grassetto – Pole position Corsivo – Giro più veloce |